# タラ技術学院
タラ技術学院（タラぎじゅつがくいん、英: Institute of Technology, Tallaght、愛: Institiúid Teicneolaíochta, Tamhlacht）は、ダブリン24区に本部を置いていたアイルランドの国立高等教育機関である。1992年に設置され、2019年に廃止された。略称はITT。
2019年1月1日からダブリン技術学院、タラ技術学院、ブランチャーズタウン技術学院が統合し、ダブリン工科大学となり、アイルランドで最初の工科大学となった。

## 沿革
1992年にタラ地域技術カレッジ（Tallaght Regional Technical College）として設立されたこの学校は、アイルランドで最後の地域技術カレッジとして開校した。タラのドミニコ会からアイルランド政府に寄贈された土地を利用して建設された。資格はNCEA（高等教育訓練賞審議会の前身）によって認定された。
2011年から、タラのキャンパスに隣接する修道院（The Priory Institute）から神学の学位を取得している。
2013年には、タラ技術学院、ブランチャーズタウン技術学院、ダブリン技術学院が工科大学の地位を申請することを意図していることが発表された。2019年1月1日、3つの機関を統合し、ダブリン工科大学（Technological University Dublin）が設立された。

## コース
会計、ビジネス、コンピューティング、工学、人文科学、科学の各学士課程コース、修士課程コースだけでなく、高等証明書を含む様々なコースを提供していた。

### 入学試験
中央出願局（CAO）は、タラ技術学院に代わり、アイルランド、イギリス、欧州連合および欧州自由貿易連合の学士課程の出願を担当していた。入学の決定は、CAOが合格受験者に通知を出すようタラ技術学院が指示している。最低限の入学要件があり、個々の学部・コースにはさらに入学要件がある。
CAOは、アイルランドの国家統一高校卒業試験のリービング・サーティフィケートの結果に応じて合否を決める。イギリスの一般教育修了上級レベル、フランスのバカロレアなどの欧州連合および欧州自由貿易連合の試験や国際バカロレアなどでも出願はできる。
欧州連合の国民または居住者ではない出願者には、異なる出願手順が適用される。
修士課程以上への入学は、タラ技術学院が直接担当する。

## 公式サイト
- タラ技術学院（英語）
- ダブリン工科大学（英語）